# Best-seller
« Bestseller » redirige ici. Pour le groupe danois de distribution, voir Bestseller (entreprise).
 (janvier 2013).
Si vous disposez d'ouvrages ou d'articles de référence ou si vous connaissez des sites web de qualité traitant du thème abordé ici, merci de compléter l'article en donnant les références utiles à sa vérifiabilité et en les liant à la section « Notes et références ».
Un best-seller (aussi écrit bestseller), ou livre à succès, ou succès de librairie ou encore succès d'édition, est un livre dont le titre figure en haut des listes fondées sur les chiffres de l'industrie de l'édition. Depuis 2004, le site Edistat GfK publie les statistiques de ventes de livres en France. Livres Hebdo, le magazine des professionnels du livre recense également les meilleures ventes toutes les semaines avec un récapitulatif annuel depuis 1984. Ces données ont été exploitées dans le cadre d'un panorama général.
Dans les pays anglo-saxons, les best-sellers se répartissent en deux groupes : fiction et non-fiction. Dans le cas de romans, un important effort marketing est fourni par les différents acteurs de la chaîne de publication pour créer un engouement autour du titre.

## Histoire
Le mot est utilisé pour la première fois en 1889, aux États-Unis.
Depuis l'invention de l'imprimerie par Gutenberg, les livres populaires sont souvent copiés sans compensation. Il a fallu attendre la fin du Siècle des Lumières pour que cette pratique devienne négligeable selon les critères modernes. Pour cette raison, il est difficile de connaître le nombre d'exemplaires de Don Quichotte (1605) écrit par Miguel de Cervantes. Le même argument s'applique à l'édition 1534 de la Bible de Martin Luther. Par contre, La Bible (toutes versions confondues) serait le premier succès d'édition connu. Lorsqu'elle est publiée, elle est lue à travers le monde entier.[réf. souhaitée]
C'est à partir de la première moitié du XIXe siècle que des auteurs ont commencé à vivre de leur plume, certains recevant d'ailleurs des montants très élevés. Les premiers d'entre eux sont les auteurs de romans-feuilleton (feuilletons-roman, comme on disait alors), comme Eugène Sue ou Alexandre Dumas.

## Description
Les best-sellers sont généralement classés en deux grandes catégories : fiction et non-fiction. Cette catégorisation est précisée par des sous-catégories. Par exemple, le New York Times a ajouté à sa liste une rubrique pour les livres jeunesse, afin de diminuer l'importance des livres de la saga Harry Potter qui apparaissaient régulièrement en position 1, 2 et 3 dans la liste des œuvres de fiction.
Les best-sellers peuvent aussi être classés selon leur couverture : rigide (hardcover) ou souple (paperback). Chronologiquement, le livre à couverture rigide, plus prestigieux, sort quelques mois avant sa contrepartie à couverture souple, moins coûteuse. La notoriété de la version à couverture rigide influe souvent sur l'autre.
Au Royaume-Uni, un livre à couverture rigide est qualifié de best-seller lorsqu'il s'en vend entre 4 000 et 25 000 exemplaires par semaine. Au Canada, c'est plutôt 5 000 exemplaires. Dans tous les cas, ces nombres sont relativisés. Par exemple, un livre de sociologie peut se vendre à 300 exemplaires par semaine et être étiqueté best-seller, car la plupart des livres dans ce domaine se vendent nettement moins bien.
Il existe plusieurs listes de best-sellers, certaines contenant 10 titres, alors que d'autres en contiennent 150. En Amérique du Nord, le New York Times Best Seller list est probablement la plus connue. Dans le Commonwealth, la liste des lauréats du prix Booker en fiction pourrait faire un tel office, bien que publié seulement une fois l'an.
Un long-seller est un best-seller « qui acquiert une longue durée de vie dans le catalogue » d'un éditeur.

### Qualité littéraire
En partie à cause de la mise en marché, un best-seller peut être perçu négativement, particulièrement en fiction, quand il est vu comme un ouvrage pour le grand public. Malgré cela, l'utilisation de ce terme est régulière, apparaissant surtout sur les pages-couvertures des livres à couverture souple.

### Listes
Les listes de best-sellers, construites selon différents paramètres, varient beaucoup de l'une à l'autre. Les listes de Book Sense ne se basent que sur les ventes effectuées par les librairies indépendantes, alors que celles produites par The New York Times comptabilisent les ventes au gros et au détail de différentes sources. Un livre qui s'écoule bien dans les boutiques-souvenirs et les supermarchés peut apparaître sur l'une des listes du New York Times, mais pas sur celles de Book Sense.
Les listes du site Amazon.com, le plus important vendeur en ligne de livres[réf. nécessaire], s'appuient uniquement sur les ventes effectuées par le truchement de son site Web et sont mises à jour sur une base horaire. Les ventes de gros ne sont pas incluses. D'ailleurs, plusieurs sites Web offrent des conseils aux auteurs pour augmenter artificiellement et temporairement la position de leurs livres sur cette liste en incitant les acheteurs à se procurer leurs livres à un moment précis. Cette brève apparition permet aux auteurs, par après, d'affirmer que tel livre a fait partie des 100 meilleurs vendeurs d’Amazon.com, même s'il est en général peu vendu.
Le format et le prix d'un livre peut influencer la position d'un livre dans les listes d’Amazon.com. En effet, elles tendent à favoriser les livres à couverture rigide qui sont plus chers, mais sont souvent expédiés gratuitement. Les livres à couverture souple, moins chers, font habituellement mieux sur les listes du New York Times. Estimant que le marché visé diffère, Book Sense et Publisher's Weekly séparent les livres à couverture rigide des livres à couverture souple.

### Vérification
Les listes de best-sellers qui semblent strictement basées sur les ventes, vérifiables, de livres grand public, telles celles d’Amazon.com, divergent sensiblement des listes créées à partir de différentes sources, telles celle du New York Times (note : ce journal ne divulgue pas la méthode employée pour établir ses listes). Cette situation est à mettre en parallèle avec ce qui s'est produit en 1991 pour les ventes d'albums de musique. Cette année-là, le Billboard magazine est passé d'une méthode basée sur des rapports produits manuellement par les magasins, à une méthode s'appuyant sur les ventes inscrites dans les caisses enregistreuses, lesquelles étaient compilées par un système nommé SoundScan. Ce passage a vu un changement radical dans la position des titres.
Aujourd'hui, plusieurs listes sont générées automatiquement. Les librairies peuvent utiliser leur système de point de vente pour rapporter automatiquement leurs ventes à Book Sense. Les distributeurs, tels le géant Ingram Content Group (en), possèdent un système de calculs similaire à Amazon.com, mais les listes produites sont disponibles seulement aux librairies inscrites. Les grandes entreprises de vente au détail, tel Barnes & Noble, compilent les ventes de leurs magasins et de leurs sites Web.
Le système Nielsen BookScan est probablement le plus ambitieux projet pour produire de façon automatique une liste de best-sellers à la fois précise et sérieuse. Les responsables affirment que le système collecte les données de 4 500 points de vente, incluant des librairies indépendantes, des chaînes de librairies comme Barnes & Noble et des chaînes de supermarchés comme Costco. Au contraire des listes à l'intention du grand public, les résultats sont extrêmement détaillés et fort coûteux. BookScan facture au minimum 75 000 USD par année, mais ce système est capable, entre autres, de fournir une image précise des ventes au niveau régional, ce qui est souvent inestimable pour les distributeurs.

## Création
C'est la multitude d'acheteurs qui fait un best-seller. Cependant, le choix du livre est un processus qui survient avant. Ce ne sont pas tous les éditeurs qui souhaitent vendre des best-sellers, il suffit de penser aux petites maisons d'édition qui sont satisfaites de leur situation, préférant un meilleur contrôle sur leur production. D'un autre côté, les grandes maisons d'édition, elles, veulent régulièrement des best-sellers, car ils assurent leur survie financière. En conséquence, les enjeux sont élevés. Publisher's Weekly affirme que 200 000 nouveaux livres sont publiés chaque année aux États-Unis, et que moins de 1 % deviennent des best-sellers.
Pour parvenir à maintenir un flux régulier de best-sellers, les acteurs principaux de cette industrie, agents littéraires, éditeurs, maisons d'édition, librairies et médias (particulièrement ceux qui diffusent des critiques littéraires et des listes de best-sellers), font office de gardiens et de « parrains » de ce flux à destination des acheteurs. Aux États-Unis, les cinq plus grandes maisons d'édition : Random House, HarperCollins, Time Warner, Penguin Group et Simon & Schuster, vendent 80 % des bestsellers. Si on ajoute l'apport des cinq maisons d'édition qui suivent en taille : Holtzbrinck, Hyperion, Rodale, Houghton Mifflin et Harlequin, c'est 98 % de tous les bestsellers vendus aux États-Unis. Il faut également fournir un effort marketing appréciable pour maintenir le flux. Le nom de l'auteur est également un facteur qui favorise les ventes. D'ailleurs, plusieurs auteurs de best-sellers négocient l'apport de la chaîne de publication.
Il existe au moins une méthode scientifique pour tenter de créer des best-sellers. En 2004, Didier Sornette, un théoricien travaillant à UCLA, en se basant sur les ventes d’Amazon.com, a créé un modèle mathématique pour prédire le potentiel d'un livre à devenir un best-seller connaissant seulement les premières ventes. Ce modèle pourrait servir à ajuster les campagnes de publicité,.

## Rôle culturel
Bien que la définition de best-seller soit simple selon n'importe quel dictionnaire : « livre populaire parmi les meilleurs vendeurs », sa définition culturelle est nettement plus complexe. Puisque les listes de best-sellers destinées au grand public ne donnent pas les critères retenus, tels les ventes, les périodes de ventes, les ventes par région, et ainsi de suite, un livre est un best-seller si une « autorité » affirme que c'est le cas. Par exemple, étiqueter un livre comme « best-seller » n'a pas autant d'impact que d'affirmer qu'il est gagnant du prix Booker, bien que dans le premier cas, on se base sur les ventes, alors que dans le deuxième cas, on se base sur une liste connue dans le Commonwealth. Un livre étiqueté « best-seller » a plus de chances d'être vendu à un grand public. Pour cette raison, « best-seller » a pris une signification populaire basée sur des données empiriques. Par exemple, un best-seller d'été est souvent sélectionné bien avant la fin de saison estivale, mais cela indique un livre qui peut être lu par tous les vacanciers.
Aux É.-U., le terme underground bestseller (que l'on peut traduire par « best-seller de l'ombre ») permet de mieux comprendre pourquoi un best-seller est souvent créé sans tenir compte des ventes réelles. Dans les années 1990, HarperCollins a suggéré qu'un roman avait le potentiel de devenir un best-seller en annonçant que le livre précédent du même auteur était un underground bestseller. Le roman est devenu un best-seller,.

### Liens avec l'industrie du cinéma
Les best-sellers jouent un rôle significatif dans l'industrie du cinéma grand public. Aux États-Unis, il existe une longue tradition d'adaptation des best-sellers de fiction. Plusieurs, sinon une majorité, des films modernes dits classiques sont des adaptations de best-sellers. Sur les listes de best-sellers de Publisher's Weekly, nous trouvons entre autres :
- 1969, no 2 : Le Parrain
- 1970, no 1 : Love Story
- 1971, no 2 : L'Exorciste
- 1974, no 3 : Les Dents de la mer

Aux États-Unis, plusieurs des best-sellers de fiction deviennent un jour ou l'autre un film à gros budget. Pour tout best-seller américain ayant été publié au cours des quarante dernières années, une adaptation sous forme de film à gros budget a été réalisée ou au moins envisagée. Parmi eux, on peut signaler Le Seigneur des anneaux, Jurassic Park, Harry Potter, Hunger Games, Twilight, Da Vinci Code et Cinquante nuances de Grey.
En France également, il existe un lien entre best-sellers et adaptations cinématographiques. Si les livres peuvent amener une partie de leurs lecteurs au cinéma, ce sont surtout les films qui semblent faire vendre des livres qu'il s'agisse des livres dont ils constituent des adaptations ou des livres tirés du film, notamment pour le jeune public. Un exemple notable d'adaptation ayant entraîné une augmentation des ventes du livre est le film Le Comte de Monte-Cristo dont le nombre d'exemplaires vendus mensuellement a été multiplié par 10 lors de sa sortie en 2024.